# Гарибян, Самвел Агасинович
Самве́л Агаси́нович Гарибя́н (1 февраля 1963, Ахалкалаки, Грузинская ССР — 24 августа 2014, Москва, Россия) — российский предприниматель, автор книг по развитию памяти, дважды рекордсмен Книги рекордов Гиннесса.

## Биография
Самвел Гарибян родился в городе Ахалкалаки (Грузинская ССР). В 1985 году окончил юридический факультет Ростовского государственного университета. Работал адвокатом в Ереване, затем в министерстве юстиции Армянской ССР.
С детства отличаясь естественной хорошей памятью, Гарибян одновременно с основной работой разрабатывал мнемонические методики. Основой оригинальной техники Гарибяна, по его собственному определению, стала образность и эмоциональность, свойственная процессу обучения у детей. Ему удалось развить в себе способности к запоминанию больших объёмов печатной и устной информации таких видов, как цифры, разрозненные слова и выражения, иностранная лексика. Эти способности дважды — в 1990 и в 2000 годах — фиксировались в «Книге рекордов Гиннесса». В первый раз суть рекорда заключалась в запоминании и воспроизведении тысячи слов с переводом с десяти разных языков — английского, немецкого, урду, дари, фарси, пушту, бенгали, эсперанто, арабского и испанского. Гарибян успешно воспроизвёл 960 из 1000 слов. Второй рекорд заключался в запоминании 2000 слов русского языка. При воспроизведении Гарибян сделал 32 ошибки и более 100 раз воспользовался подсказками, при которых можно было выбрать нужное слово из трёх-четырёх.
Гарибян является автором не только оригинальной мнемонической техники, но и «алгоритма создания общечеловеческого языка», на который выдано свидетельство РАО. С 1988 года им изданы несколько книг, посвящённых его мнемонической технике, и ряд иллюстрированных словарей английского и армянского языков, основанных на этой технике.
Самвел Гарибян был женат, имел двоих детей.
Скончался 24 августа 2014 года в Москве. Незадолго до смерти у него был диагностирован рак поджелудочной железы.

## Общественная деятельность
На идеях Самвела Гарибяна, опубликованных «Парламентской газетой» в 2005 году в статье «Взорвать коррупцию изнутри!», был основан законопроект «О стократном штрафе за коррупцию», внесённый в Госдуму России президентом Д. А. Медведевым. 29 ноября 2012 года Гарибян представил в интервью комплексную программу ввода радикальных мер для борьбы с коррупцией на всех уровнях, преступностью во всех её проявлениях и новых подходов к методам руководства страной, основанных на жёсткой ответственности первых лиц государства перед избирателями.
При поддержке со стороны Союза армян России Гарибян вёл борьбу в средствах массовой информации против сюжетов передачи «Наша Раша» с участием персонажей Равшана и Джамшута, которые он называл ксенофобскими, порочащими Россию и национальное достоинство армянского и таджикского народов.

## Награды и достижения
- 1990 — медаль и диплом «Книги рекордов Гиннесса»[3].
- 1991 — занесён в книгу рекордов СССР «Диво-90. Чудеса. Рекорды. Достижения»[11].
- 1993 — занесён в книгу рекордов России, стран СНГ и Балтии «Диво 93. Чудеса. Рекорды. Достижения»[12].
- 1998 — занесён в книгу рекордов России, стран СНГ и Балтии «Диво. Чудеса. Рекорды. Достижения»[13].
- 2000 — вторая медаль и диплом «Книги рекордов Гиннесса».
- 2001 — занесён в книгу рекордов России, стран СНГ и Балтии «Диво. Чудеса. Рекорды. Достижения»[14].
- 2004 — занесён в «Книгу рекордов „Левша“»[15].

### Монографии
- 1988 — «Активизаця мышления, развитие памяти»
- 1990 — «Суперактивизация памяти через возрождение эмоций»
- 1993 — «Школа памяти»
- 2001 — «Школа памяти 2»

### Словари
- 1996 — «Мой новый Вавилон. Словарь ключей запоминания. 1300 английских слов»
- 2000 — «Мой новый Вавилон. Словарь ключей запоминания. 1300 английских слов», 2-е издание
- 2002 — «Английский без английского. Словарь ключей запоминания 1500 обиходных английских слов с их подкреплением русскими крылатыми выражениями»
- 2004 — «Английский без английского 2. Словарь ключей запоминания 2000 активных английских слов с их подкреплением русскими крылатыми выражениями»
- 2008 — «Армянский язык. Элементарно! Поверхностно! Чудо-словарь Армянский без армянского» (в соавторстве с лингвистом армянского языка, вице-президентом союза лингвистов Армении, доктором филологических наук — Рубеном Сакапетояном), 2008 г., с. 128, Москва, изд-во «Самвел.ру»
- 2008 — "Чудо-словарь ключей запоминания 3500 английских слов «Английский без английского», 2008 г. с. 416, Москва, изд-во «Самвел.ру»

## Интервью и статьи
- Самвел Гарибян: Нужно ввести казнь для президента
- Интервью телеканалу O2TV (недоступная ссылка)
- В эфире радиостанции «МоскваFM»
- В прямом эфире "Аргументы и Факты тема «Скрытые возможности нашего мозга. Как улучшить память?»
- Интервью газете «Голос Армении» (недоступная ссылка)
- Двукратный рекордсмен Книги Гиннесса подарил армянской общине Кубани чудо-словарь (недоступная ссылка)
- Интервью на радио «Маяк», передача «Утреннее шоу Марии Бачениной и Кирилла Радцига» (недоступная ссылка)
- "Таджики, армяне и «Наша Раша», статья на портале «Союза Армян России»